# هكتور يوريبا
هكتور يوريبا (بالإنجليزية: Hector Uribe)‏ هو محامي وسياسي أمريكي، ولد في 17 يناير 1946 في براونزفيل في الولايات المتحدة. حزبياً، نشط في الحزب الديمقراطي. وقد انتخب عضو مجلس ولاية تكساس.